# Bildungslandschaft Altstadt-Nord
Die Bildungslandschaft Altstadt-Nord (BAN) ist ein als Pilotprojekt umgesetzter Bildungsverbund von acht Bildungs- und Freizeiteinrichtungen städtischer und freier Trägerschaft im Kölner Stadtteil Altstadt-Nord. Das Projekt ist ein Beispiel für den auch anderenorts anzutreffenden Projekttyp Bildungslandschaft. Gemeinsam mit den Montag-Stiftungen Urbane Räume und Jugend und Gesellschaft wird das Projekt seit 2008 entwickelt. Die Träger haben sich 2014 zum gleichnamigen eingetragenen Verein zusammengeschlossen.

## Allgemeines

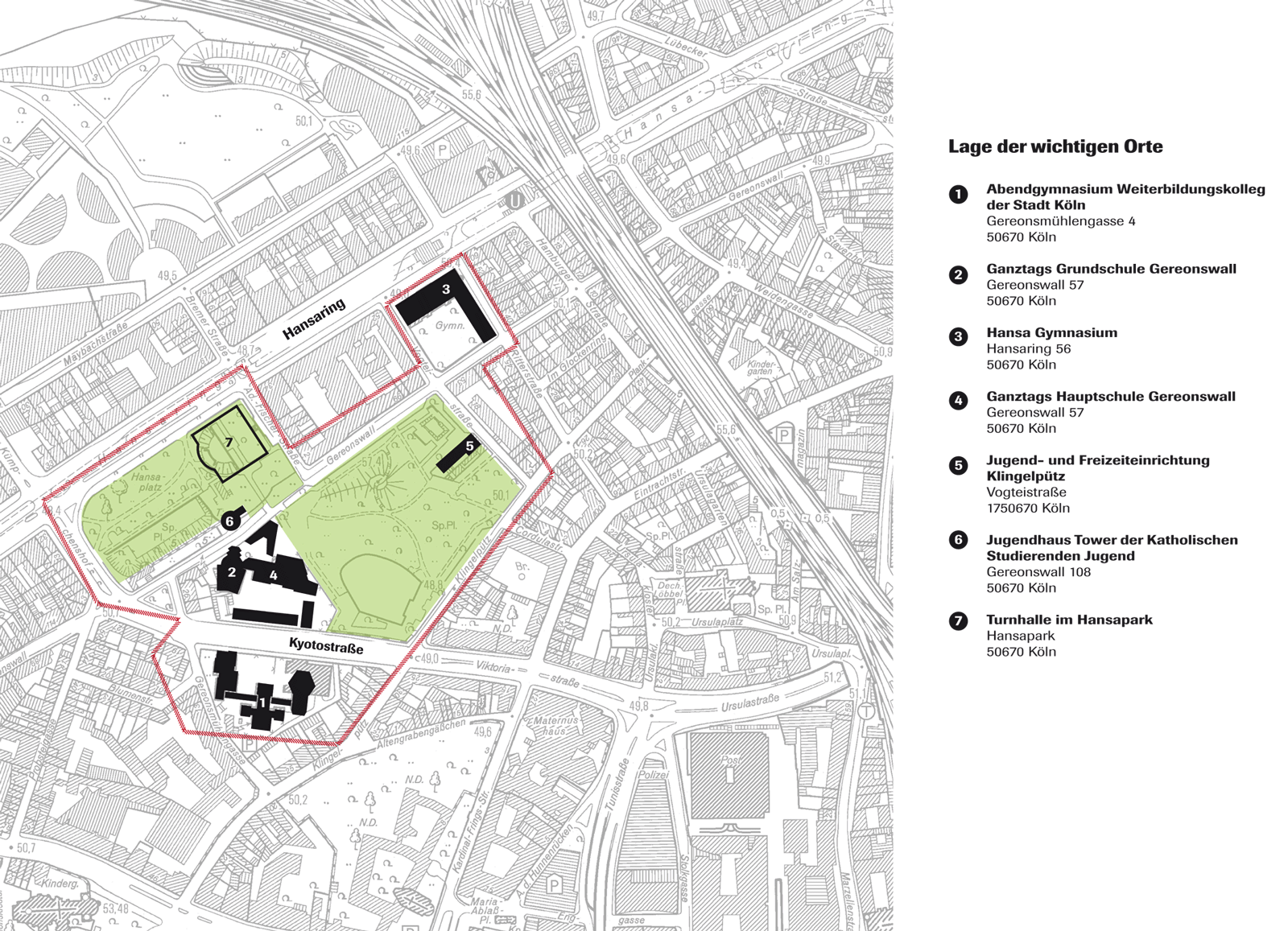
Die Bildungslandschaft und ihre wichtigen Orte. Darstellung der Schullandschaft im Jahr 2009

Partizipative und öffentliche Veranstaltungen stehen seit Beginn des Projektes für alle Interessierten offen: dazu zählen städtebauliche Planungsworkshops und Ideenkonferenzen, in denen u. a. die pädagogische Entwicklung weiter vorangetrieben wird.

### Lage
Die Bildungslandschaft Altstadt Nord erstreckt sich zwischen Hansaring und Kyotostraße um den Klingelpützpark und den Hansaplatz auf beiden Seiten der alten Stadtmauer. Sie befanden sich mit Beginn des Projekts überwiegend in einem schlechten baulichen Zustand oder hatten Erweiterungsbedarf.

### Aufbau

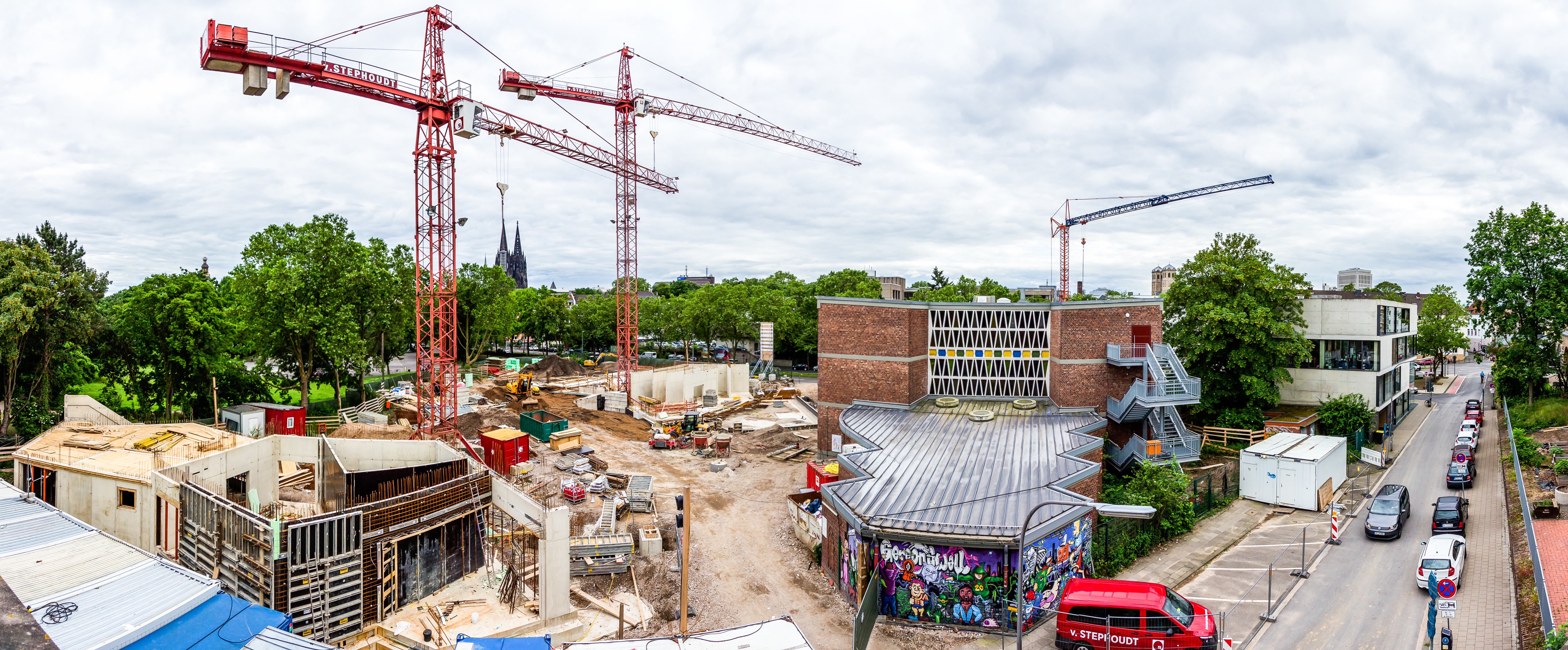
Baustelle, Mai 2016

Die BAN setzte sich zu Beginn des Projektes zusammen aus dem Hansagymnasium, dem Abendgymnasium, dem Jugendhaus Tower der KSJ, der Jugend- und Freizeiteinrichtung Klingelpütz sowie der Grund- und Hauptschule am Gereonswall. 2010 kamen die Realschule am Rhein und die Freinet-Schule-Köln hinzu, nachdem die Einrichtungen am Gereonswall nicht mehr genügend Schüler aufnahmen. Seit 2014 ist an Stelle der Gereonswallschulen ein Fröbel-Kindergarten geplant. Zugleich ist die Stadt Köln ein Projektträger und die Montag Stiftung Jugend und Gesellschaft und Urbane Räume aus Bonn ist Kooperationspartner. Seit 2008 existiert ein Planungsbeirat; seit dem folgenden Jahr besteht ein Projektbüro in der Vogteistraße 17.
Aufgrund unzureichender Anmeldezahlen zum Schuljahr 2009/2010 konnten die bestehende Grund- und Hauptschule am Gereonswall nicht weitergeführt werden. Die Stadt Köln entschied sich, die beiden Schulstandorte zu halten. Dafür stießen im Oktober 2010 die Célestin-Freinet Grundschule und die Realschule am Rhein hinzu. Die beiden Schulen werden die nun ungenutzten Flächen beziehen.
Um ein gemeinsames Entwicklungskonzept zu erarbeiten, wurde von Februar 2008 bis September 2008 ein städtebauliches Workshopverfahren durchgeführt, in dem öffentlich unterschiedliche Entwicklungsoptionen diskutiert wurden.
Am Ende des Wettbewerbes entschied sich die Jury für die – aus ihrer Sicht beste – Idee. Diese wurde unter den Anwohnern kontrovers diskutiert, was zur Einrichtung eines Planungsbeirates führte. Im gleichen Jahr wurde die erste Ideenkonferenz abgehalten.

### Pädagogische Ziele
Unter dem Motto „Türen öffnen für bedeutungsvolles Lernen“ haben sich die beteiligten Bildungseinrichtungen und Projektpartner auf wesentliche verbindende pädagogische Ziele und Herangehensweisen verständigt.
Vielfältige Projekte sollen Lernanlässe schaffen, die über die klassischen Schulfachbereiche und getrennten Bildungsgänge hinausgehen und diejenigen Themen aufgreifen, die jungen Menschen wichtig sind. Kinder und Jugendliche sollen die Möglichkeit erhalten, an für sie relevanten Inhalten zu lernen, sich Dinge selbstbestimmt und selbstorganisiert, fachübergreifend bzw. fächerverbindend und über unterschiedliche Erfahrungen anzueignen.
Die Zusammenarbeit soll die Übergänge innerhalb des Bildungsweges des Einzelnen (Kindertagesstätte, Grundschule, weiterführende Schule) erleichtern und so gewährleisten, dass Kinder länger gemeinsam in einer damit bruchloser werdenden Bildungskette miteinander lernen können. Dies betrifft etwa 2.000 Kinder (Stand 2009), Jugendliche und Studierende, die sich tagsüber in den Einrichtungen befinden und von rund 140 Pädagogen betreut werden.
Der in der pädagogischen Diskussion des frühen 21. Jahrhunderts gebildete Begriff der Bildungslandschaft eignete sich bestens für die nahe beieinander liegenden Einrichten rund um den Klingelpütz-Park. So können die Übergänge von Kindergarten, Grundschule und weiterführenden Schulen erleichtert werden; schulübergreifende Projekte können besser verwirklicht werden.

### Projekte

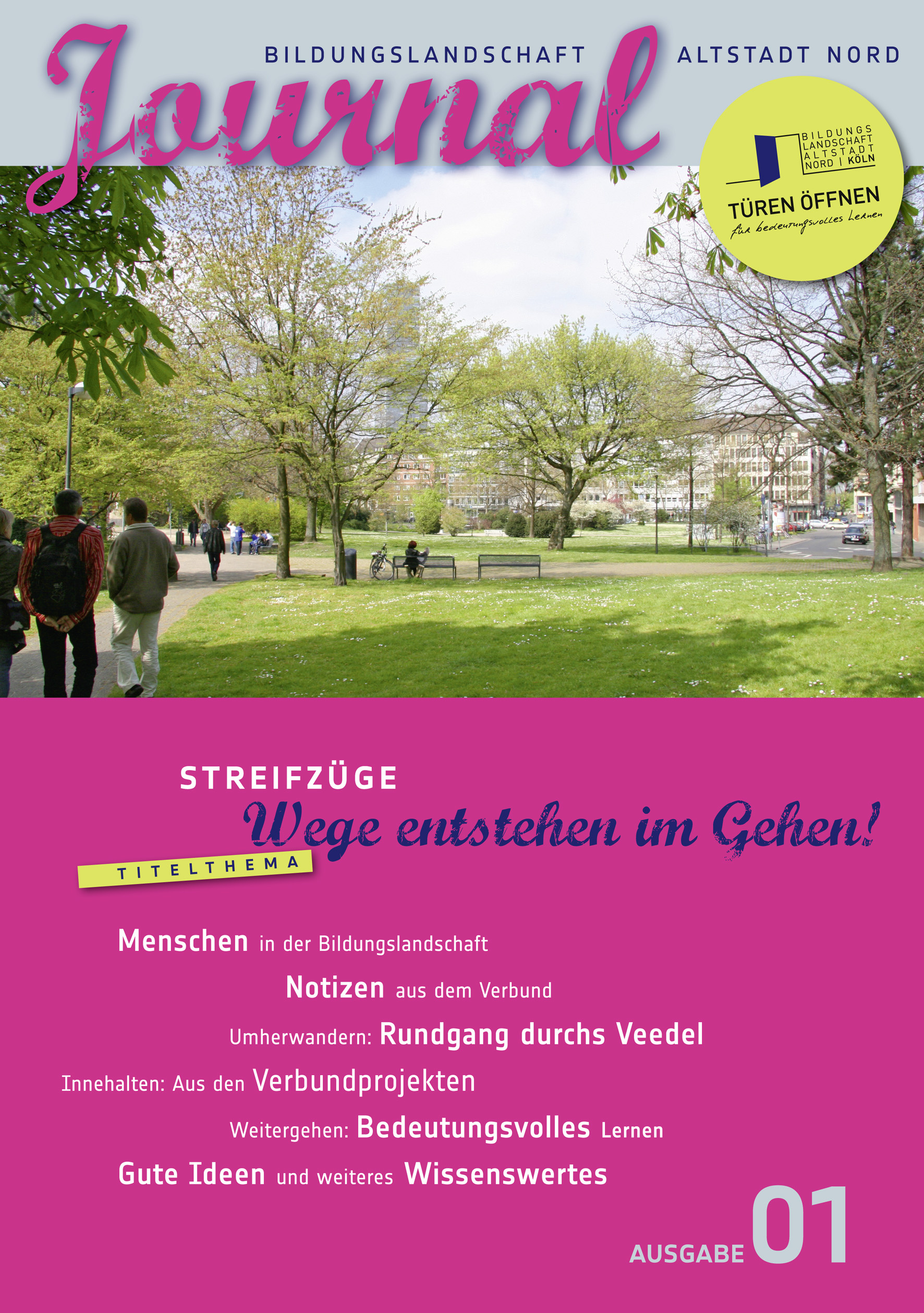
Cover des ersten Journals der Bildungslandschaft Altstadt Nord

Von 2008 bis 2010 wurde ein Podcast-Projekt durchgeführt. Von 2010 bis 2011 wurde das Musikprojekt sCOOLhits abgehalten. Weitere große Projekte in der Vergangenheit waren beispielsweise das Kunstprojekt Art Special, das Journal der Bildungslandschaft, 2014 die UrBANe Tanzlandschaft und die Poetry-Slam-Reihe Slam am Ring.
2015 haben als dauerhafte Projekte Bestand:

Lesepaten: ehrenamtliches Projekt zur Leseförderung,

Los SamBANos: Samba-Trommelgruppe,

HipHop Meets Pop: Erstellen und Aufführen eigener Songs, Garten-AG zur Gestaltung des gemeinsamen Verbundgartens.
Außerdem gibt es in jedem Jahr zwei große Veranstaltungen, die von allen Einrichtungen der Bildungslandschaft Altstadt Nord zusammen organisiert werden: den Summercup (Sportfest) und die Ideenkonferenz. Ausgehend von der Ideenkonferenz initiieren Kinder und Jugendliche der BAN jedes Jahr weitere Projekte.

## Geschichte
2006 nahm das Projekt der Bildungslandschaft Altstadt Nord offiziell seinen Lauf. Ein Jahr später wurde die Kooperationsvereinbarung unterzeichnet, zugleich begann die Arbeit der Gremien.
2008 wurde die BAN als Modellprojekt in die Nationale Stadtentwicklungspolitik aufgenommen. Damit verbunden ist eine Vertiefung der konzeptionellen pädagogischen Entwicklung als Verbund. Im gleichen Jahre starteten gemeinsame Projekte der Kinder und Jugendlichen.
2009 wurde die erste Ausgabe des Projektjournals herausgegeben.
Am 14. September 2010 sprach sich der Rat der Stadt Köln für die Realisierung der Bildungslandschaft Altstadt Nord aus und bewilligte die Mittel in Höhe von 75 Mio. Euro für die geplanten Baumaßnahmen. Zuvor hatte der Schulausschuss mehrheitlich die Vorlage für das Projekt begrüßt. Bildungsdezernentin Agnes Klein setzt sich für eine schnelle Umsetzung der Pläne des „Flaggschiffes der Bildung in Köln“ ein, da die Bildungseinrichtungen rund um den Klingelpützpark einen dringenden Sanierungsbedarf aufweisen. In den Kosten enthalten sind – anders als im Ratsbeschluss von 2006 – die Generalinstandsetzung und Sanierung aller Schulen in der Bildungslandschaft.
Der Stadtentwicklungsausschuss der Stadt Köln beschloss am 3. April 2014 mehrheitlich gegen die CDU-Fraktion die Offenlage nach § 3 Absatz 2 Baugesetzbuch des Bebauungsplan-Entwurfs 66458/12 mit dem Arbeitstitel Bildungslandschaft Altstadt-Nord.
Am 25. August 2015 führten Oberbürgermeister Jürgen Roters und Stifter Carl Richard Montag den ersten Spatenstich an der Gereonstraße für den zu errichtenden Fröbel-Kindergarten und die Realschule am Rhein, die hierhin umziehen wird, aus.
Am 30. Juli 2020 gab die Stadt Köln bekannt, dass die ersten Gebäude der Bildungslandschaft fertiggestellt wurden. So kann im August 2020 die Freinet-Schule die Grundschule am Gereonswall beziehen. Bis September 2020 wird die Kindertagesstätte bezogen.

## Architektur
Im Zentrum der Bildungslandschaft steht ein Gebäudeensemble nach den Entwürfen von Gernot Schulz und André Zweering. Mehrere Baukörper auf unregelmäßig fünfeckigem Grundriss bilden den Campus und integrieren dabei ein denkmalgeschütztes Schulgebäude der 1950er-Jahre. Als „Verbundgebäude“ steht ein Studienhaus und Mensa- und Ateliergebäude allen beteiligten Einrichtungen zur Nutzung zur Verfügung.
Bauherrin und Architekturbüro wurden für dieses Gebäudeensemble mit dem Kölner Architekturpreis 2021 ausgezeichnet. Die Jury lobte die „durchgehende Kohärenz“; das Projekt führe beispielhaft vor, dass Schule mehr sein könne als „intelligent gestapelte Klassenzimmer“. Im selben Jahr schloss sich der BDA Nordrhein-Westfalen dem Votum mit dem Architekturpreis NRW an.

## Kritik
Ein nicht in das Projekt involvierter erziehungswissenschaftlicher Experte, Dieter-Jürgen Löwisch, wirft dem zugrundeliegenden pädagogischen Konzept dagegen „aussagelosen Eklektizismus“ vor und bemängelt seine fehlende Stringenz. Die bei den Montag Stiftungen gängige Assoziation von Bildung mit ästhetisierter Natur sei rein willkürlich.
Die Bürgerinitiative Klingelpützpark äußert Kritik an der räumlichen Gestaltung des Projekts Bildungslandschaft Altstadt Nord in Köln und spricht sich insbesondere gegen die Bebauung des Klingelpützparks durch die Bildungslandschaft Altstadt-Nord aus. So sei der Klingelpützpark durch Schenkungsvertrag zwischen dem Land Nordrhein-Westfalen und der Stadt Köln vom 17. April 1958 der Stadt Köln mit der Auflage der Schaffung und Erhaltung einer innerstädtischen Naherholungsfläche übereignet worden. Die mit der Bildungslandschaft verbundene Teilbebauung bedeute eine vertragswidrige Umnutzung und eine erhebliche Eingrenzung des Naherholungswerts des bei den Anwohnern beliebten Parks. Die Ausdehnung der räumlichen Gestaltung der Bildungslandschaft Altstadt-Nord in den Park hinein sei auch nicht erforderlich angesichts der baulichen Möglichkeiten auf den angrenzenden Flächen der vorhandenen Bildungseinrichtungen. Die Bürgerinitiative Klingelpützpark bemängelt außerdem das zu späte Einsetzen einer Bürgerbeteiligung bei der räumlichen Planung der Bildungslandschaft. Das Kölner Projekt sei von Grund auf falsch angelegt, da Partizipation zunächst exklusiv zwischen Akteuren aus dem Bildungsbereich stattfand. Ausgeblendet blieben Umweltbelange und die Interessen der Bürgerschaft.
Außerdem kritisiert die Initiative, dass sich die Stadt Köln von den Montag Stiftungen abhängig gemacht habe. Der dem Kölner Rat für September 2010 zur Entscheidung vorliegende Beschluss enthält Hinweise, dass die Montag Stiftungen ihre Förderung eingestellt hätten, wäre es zu weiteren Verzögerungen bei der Umsetzung gekommen. Die Kostenexplosion noch vor Baubeginn ginge zu Lasten anderer bedürftiger Schulen Kölns.

## Weblink
- Bildungslandschaft Altstadt Nord